# Chaerilus assamensis
Espèce
Synonymes
- Chaerilus dibangvalleycus Bastawade, 2006

Chaerilus assamensis est une espèce de scorpions de la famille des Chaerilidae.

## Distribution
Cette espèce est endémique d'Inde,. Elle se rencontre en Assam et en Arunachal Pradesh.

## Description
Le mâle syntype mesure 31,5 mm.

## Systématique et taxinomie
Chaerilus dibangvalleycus a été placée en synonymie avec Chaerilus assamensis par Kovařík en 2013.

## Étymologie
Son nom d'espèce, composé de assam et du suffixe latin -ensis, « qui vit dans, qui habite », lui a été donné en référence au lieu de sa découverte, l'Assam.

## Publication originale
- Kraepelin, 1913 : Neue Beiträge zur Systematik der Gliederspinnen. III. A. Bemerkungen zur Skorpionenfauna Indiens. Mitteilungen aus dem Naturhistorischen Museum in Hamburg, vol. 30, p. 123-167 (texte intégral).